# والتر بيشر
والتر بيشر هو سياسي ألماني، ولد في 1 أكتوبر 1912 في كارلوفي فاري في التشيك، وتوفي في 25 أغسطس 2005 في بولآخ في ألمانيا. نشط حزبياً في كتلة عموم ألمانيا/عصبة المطرودين والمحرومين من الحقوق ‏ والحزب النازي والاتحاد الاجتماعي المسيحي. وقد انتخب عضو مجلس الشورى الموحد لبافاريا ‏ وانتخب عضو في البوندستاغ الألماني خلال فترته النيابية ‏ (19 أكتوبر 1965 – 19 أكتوبر 1969).

## وصلات خارجية
- والتر بيشر على موقع مونزينجر (الألمانية)